# Brug 505
Brug 505 is een verkeersbrug in het noordelijk gedeelte van het Amsterdamse Bos, dat ter plaatste onder de gemeente Amsterdam valt. Vijftig meter zuidwaarts ligt grens met de gemeente Amstelveen. 
Ze is rond 1955 gebouwd nabij de toegang tot het Amsterdamse Bos via ingang Koenenkade. Het Amsterdamse Bos is op bruggengebied voornamelijk bekend vanwege de monumentale bruggetjes en bruggen van Piet Kramer werkend voor de Dienst der Publieke Werken. Deze dateren grotendeels alle uit de periode voor de Tweede Wereldoorlog. 
In 1954/1955 werd de Hoornsloot annex Koenenkade verlegd om een nieuwe entree tot het bos te maken. Er werd door Kramers opvolger Dick Slebos een aantal nieuwe bruggen ontworpen om die ingang mogelijk te maken. Brug 505 kwam over die Hoornsloot te liggen in noordelijke richting, waar weer later Sportpark Amstelpark kwam te liggen. Van de opvolgers van Kramer is bekend dat zij leentjebuur speelden bij Kramer, zoals hier te zien in de metalen afscheiding op de borstwering. De afwerking van de balustrade is dan weer typische van Slebos, zie ook brug 501.
De brug is inclusief landhoofden circa dertig meter lang over een water dat slechts zeventien meter breed is. De brug is circa dertien meter breed, verdeeld in een rijdek met aan weerszijden voetpaden. In de omgeving van de brug staan overigens lantaarnpalen ontworpen door de zoon van Kramer: Friso Kramer.
De brug is voor het Amsterdamse Bos zeer krachtig, ze kan 30 ton dragen, aldus verkeersborden rondom de brug.
In 1999 werden alle bruggen door MTD-Landschapsarchitecten in opdracht van de gemeente Amstelveen onderzocht op hun culturele belang. Daar waar de bruggen van Kramer als bijzonder werden beschouwd kwam deze brug er karig van af. Ze omschreven het als een brug van gewapend beton met een mooie toog, voorzien van sober vormgegeven ijzeren leuningen. Alhoewel ze weinig expressie heeft is ze verkeerstechnisch juist van belang.  

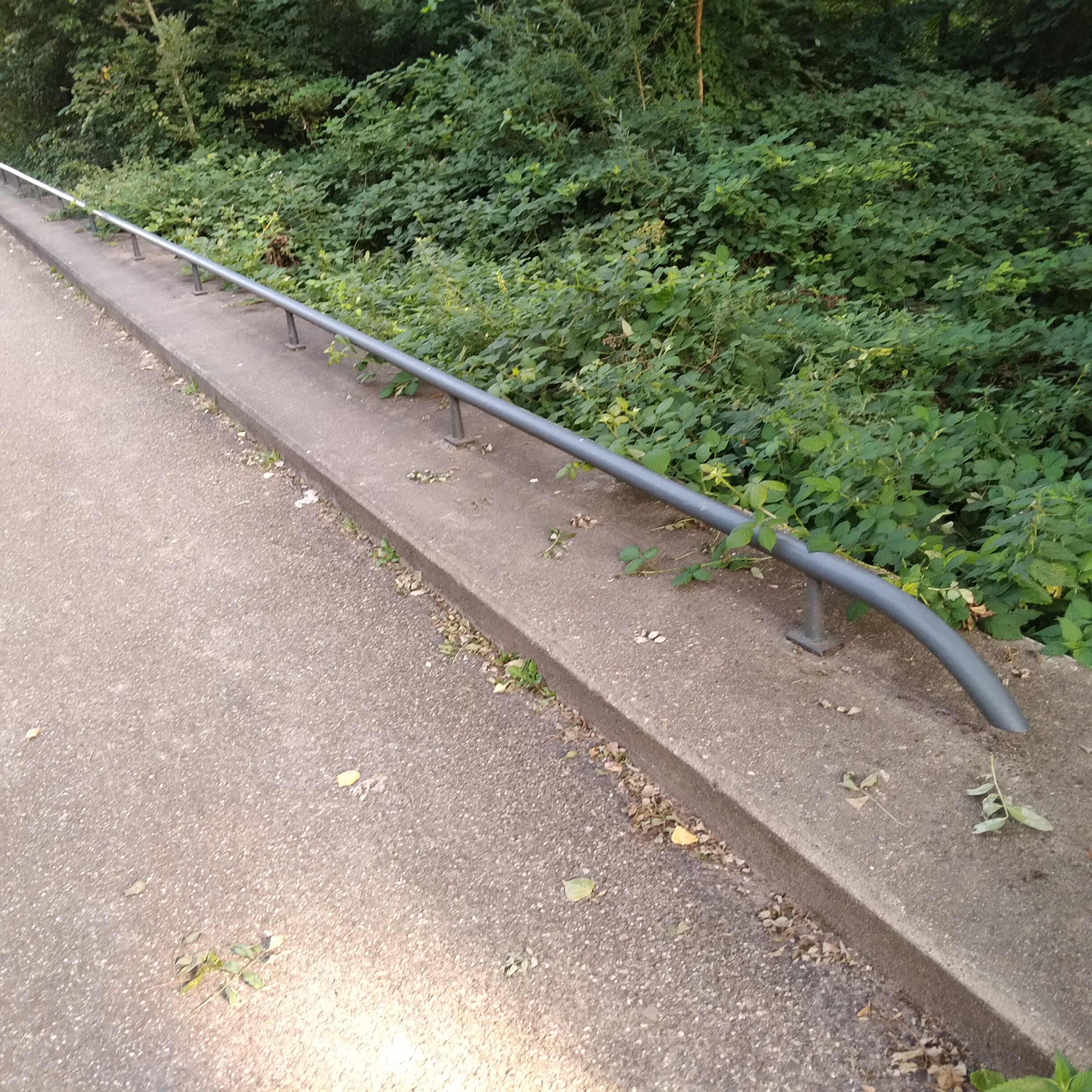
Kramerachtig element (september 2021)

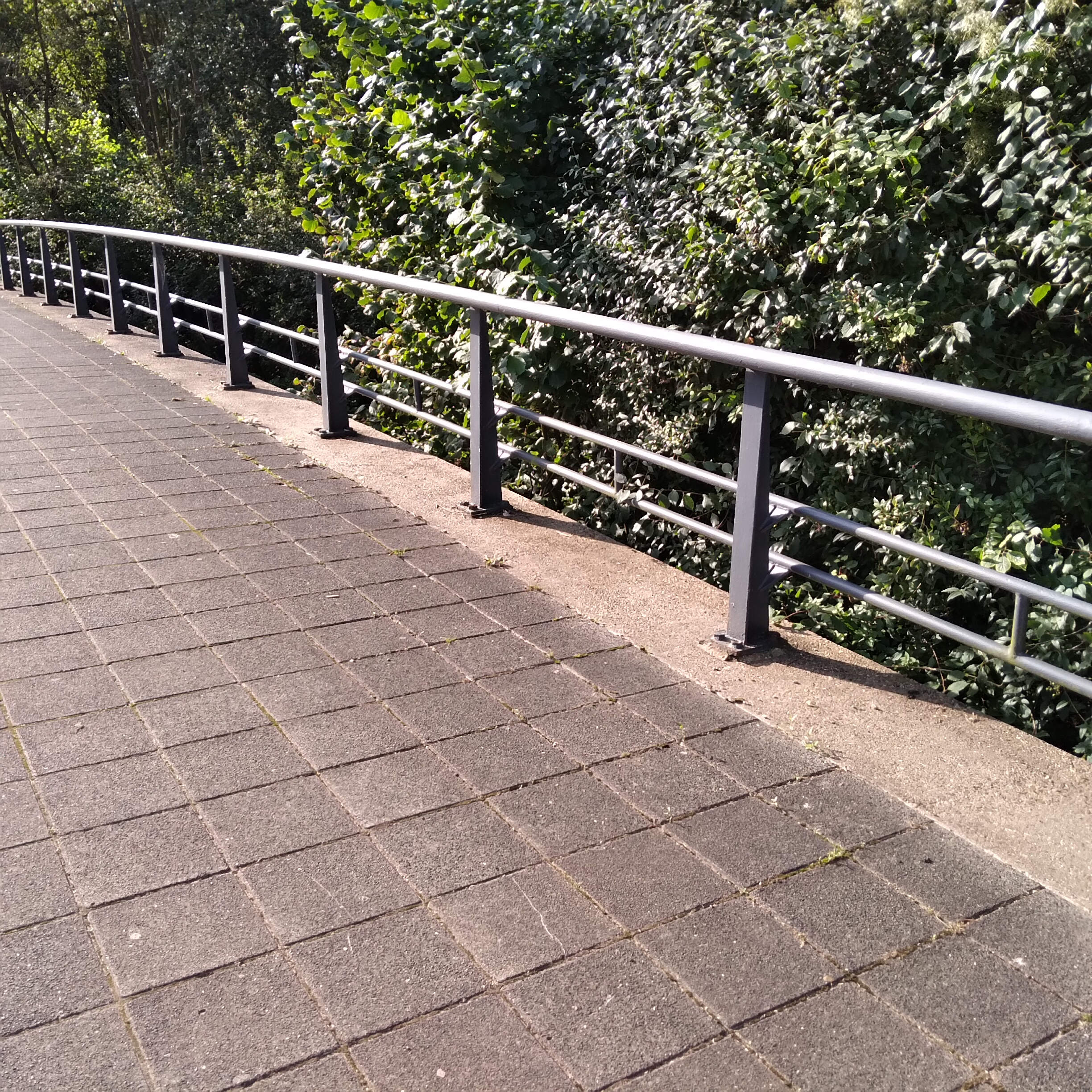
Leuning (september 2021)

<<< · 500 · 501 ·  503 · 504 · 505 · 506 · 507 · 508 · 509 · 510 · 511 · 512 · 513 · 514 · 515 · 516 · 517 · 518 · 519 · 520 · 521 · 522 · 523 · 525 · 526 · 527 · 528 · 530 · 531 · 532 · 533 · 534 · 535 · 536 · 537 · 538 · 539 · 540 · 541 · 542 · 543 · 544 · 545 · 546 · 547 · 548 · 549 · 550 · 551 · 552 · 553 · 554 · 555 · 556 · 557 · 558 · 559 · 560 · 561 · 562 · 563 · 564 · 565 · 566 · 567 · 569 · 571 · 572 · 573 · 575 · 577 · 578 · 580 · 581 · 582 · 583 · 584 · 586 · 587 · 589 · 590 · 591 · 592 · 593 · 594 · >>>
Brugnummers 502, 524, 529, 568, 570, 574, 576, 579, 585, 588, 595, 596, 597, 598, 599 zijn niet (meer) vergeven.